# Thập niên 1150
Thập niên 1150 là thập niên diễn ra từ năm 1150 đến 1159.